# 颶風貢薩洛
飓风贡萨洛（英語：Hurricane Gonzalo）是一场强劲的北大西洋热带气旋，于2014年10月对背风群岛和百慕大构成灾难性破坏。贡萨洛是繼2010年的飓风伊戈尔后最强烈的大西洋飓风，在飓风费伊偷袭百慕大不到一周后袭击该岛，2014年由此成为有纪录以来百慕大首次在一年中遭受两场飓风袭击。系统于10月12日经小安的列斯群岛以东的一股东风波发展形成，先以萨菲尔-辛普森飓风等级下的一级飓风强度登陆安地卡岛、圣马丁岛和安圭拉，并对邻近多个岛屿构成破坏。安提瓜和巴布达遭受了4000万美元损失，背面群岛北部有大量船只严重受损或被毁。圣马丁和圣巴泰勒米有3人因风暴丧生。气旋向西北方向移动并增强成四级飓风，成为自2011年的飓风奥菲莉亚以来大西洋上空形成的第一场大型飓风。接下来飓风结构和强度虽因眼墙置换产生波动，但贡萨洛还是于10月16日达到最大持续风速每小时230公里的最高强度。
百慕大在贡萨洛来袭数天前刚因飓风费伊导致大规模停电，岛上居民不得不仓促进行防灾准备。银行、商户、学校和政府办事处在风暴袭击前关闭，英国皇家海军“阿盖尔号”护卫舰从加勒比赶往百慕大提供紧急援助。气旋逐渐减弱，于协调世界时10月18日凌晨0点30分以二级飓风强度直接登陆该岛，岛上受到时速高达232公里的阵风摧残，成百上千的树木倒塌，大量屋顶受损。风暴期间，全岛3.6万电力用户中有约3.1万失去供电，直至11月上旬才完全恢复。许多道路在飓风过后无法通行，很多地方已无法分清破坏是由贡萨洛还是费伊导致。百慕大团的军人与阿盖尔号船员承担了岛上部分早期清理和修复工作，据初步评估，风暴导致的破坏程度还不足以和2003年的飓风法比安相提并论。灾害模拟公司估计，百慕大遭受的损失总额高达4亿美元，破坏程度虽大，但岛上没有出现人员丧生或重伤。
离开百慕大后，飓风加速向北大西洋水域前进，经过纽芬兰岛东南近海后于10月19日转变成温带气旋。阿瓦隆半岛东南部因阵风和暴雨引发停电和轻度洪灾。贡萨洛的残留形成新的天气系统，于10月21日袭击不列颠群岛和中欧，造成英国3人遇难，交通受严重影响。系统之后还在巴尔干半岛上空引发倾盆大雨，导致希腊和保加利亚爆发严重洪灾。

## 气象历史
10月4日，一股东风波离开西非海岸进入大西洋。虽然云系和雷暴都有发展，但系统受到上层低压槽的不利影响，无法得到显著发展。10月10日，系统在接触向东传播的开尔文波后发展出更为集中的对流。外界环境渐趋有利，扰动天气的结构逐渐改善，到10月11日已形成小规模低气压区。协调世界时10月12日凌晨0点，背风群岛以东约630公里海域有热带低气压形成，并因风切变少，水温较高而在12小时后强化成热带风暴贡萨洛。不过从当时的实际操作来看，美国国家飓风中心是在飞入气旋的飓风猎人侦察机测得地面风速达到每小时65公里后才于10月12日中午才开始针对气旋发布公告。

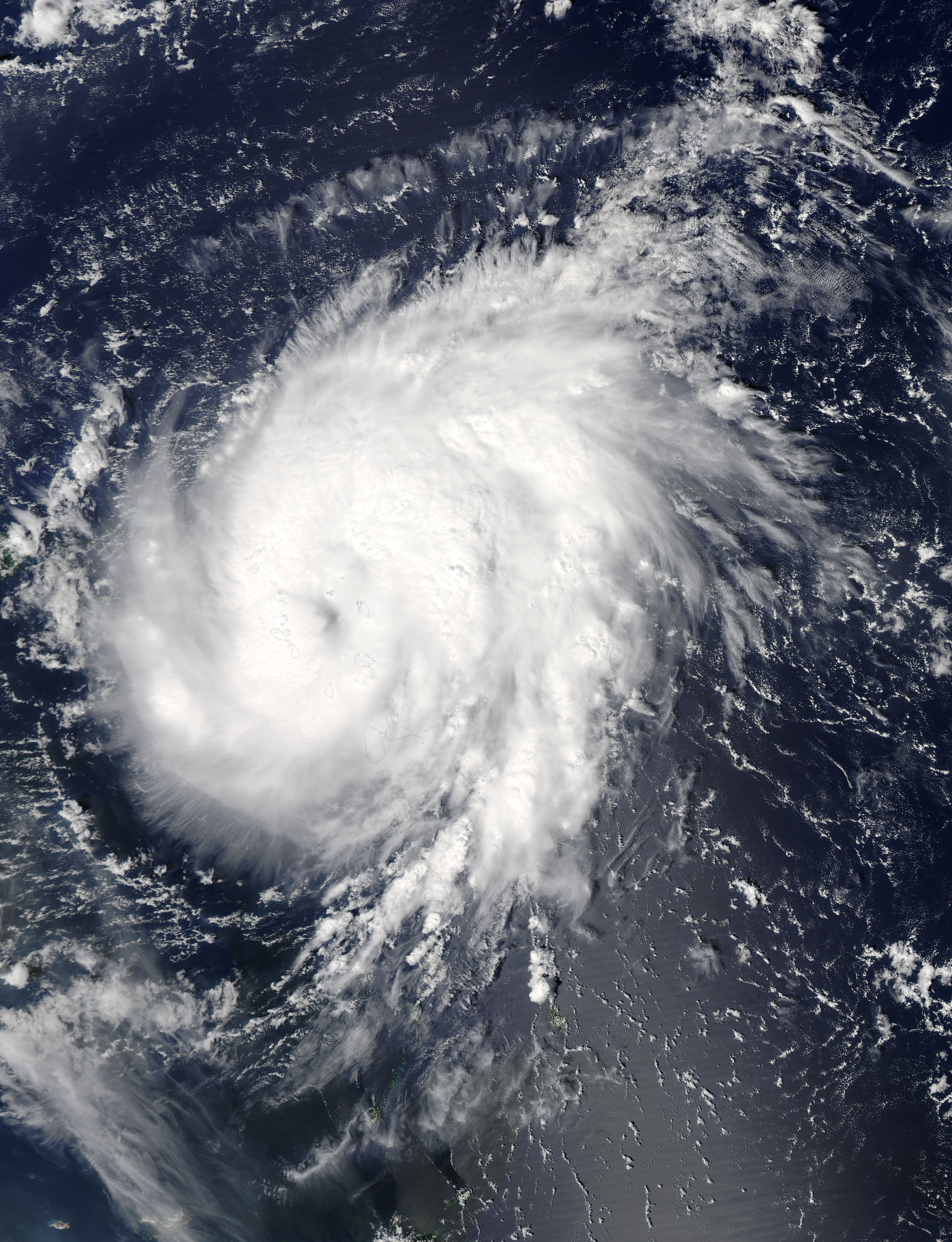
飓风贡萨洛於10月13日经过小安的列斯群岛

受大西洋中部上空的强烈高压脊影响，风暴转朝西面的小安的列斯群岛逼近。中心附件有强烈的雷暴活动，但组织结构起初较为混乱，并且也不对称。不过，气旋内很快形成紧密的核心，贡萨洛在10月12日开始快速增强。次日清晨，风暴中出现眼状特征，在加勒比海东部的安地卡岛附近升级成一级飓风。此后不久，风暴直接从该岛上空经过。飓风接下来吹袭圣马丁岛和安圭拉，从英属维尔京群岛以北近海掠过并继续增强。到了这个时候，贡萨洛已沿高压脊边缘开始朝西北方向移动。
10月14日，风眼收缩至28公里直径，在卫星图像上变得更加清晰。下午18点，贡萨洛在波多黎各圣胡安以北约270公里洋面强化成三级飓风，并在6小时后成为2011年的飓风奥菲莉亚以来大西洋盆地形成的首场四级飓风。风暴内随后呈现出同心风眼墙结构，表明气旋会立即开始眼墙置换，美国国家飓风中心在报告中称，贡萨洛这时的内部核心已经达到“能够达到的最小程度”。眼墙置换令风暴核心受到短时间的扰乱，飓风因此略有减弱，但到了10月15日晚眼墙置换完成后，系统恢复稳定并继续加强。次日清晨，正向北移动的贡萨洛达到风力时速230公里，最低气压940毫巴（百帕，27.76英寸汞柱）的最高强度。到了当天夜间，风暴已因高压脊减退而转向东北偏北，朝逼近美国东部上空的低压槽前进。
10月16日晚至次日清晨，飓风从西南偏南方向逼近百慕大，因此经历又一轮内部波动，风暴强度也在此期间开始减弱。飓风周围的云顶回暖，对流也变得不及之前均匀，这很可能是因为气旋行经海域水温降低，风切变增多所致。贡萨洛在北部风眼墙穿越百慕大期间降级成二级飓风，并且环流中心也在10月18日凌晨0点30分直接从该岛上空经过，属正式登陆。百慕大刚在10月12日受到飓风费伊突袭，不到一周后又遭贡萨洛袭击，这也是有纪录以来该岛首度在同一年飓风季中有两场飓风登陆。离开百慕大后，风暴继续消亡，但又于10月18日表现出组织结构增强的迹象。贡萨洛加速向东北方向移动，前进速度超过每小时80公里，于10月19日从纽芬兰阿瓦隆半岛东南方向约80公里近海经过。虽然行经水域的海面温度低于10 °C，但风暴还是得以保持中心密集云区和温暖的深层核心。到了下午18点，贡萨洛终于因气温低、风切变增多而在纽芬兰开普雷斯（Cape Race）东北方向约740公里洋面转变成强烈温带气旋。温带风暴加速向东北偏东方向移动，于10月20日在冰岛西南偏南方向水域被锋面系统吸收。形成的天气系统于10月21日给不列颠群岛和欧洲本土部分地区带去暴风雨天气，之后还促使一片大型割离低气压形成。

## 防灾措施

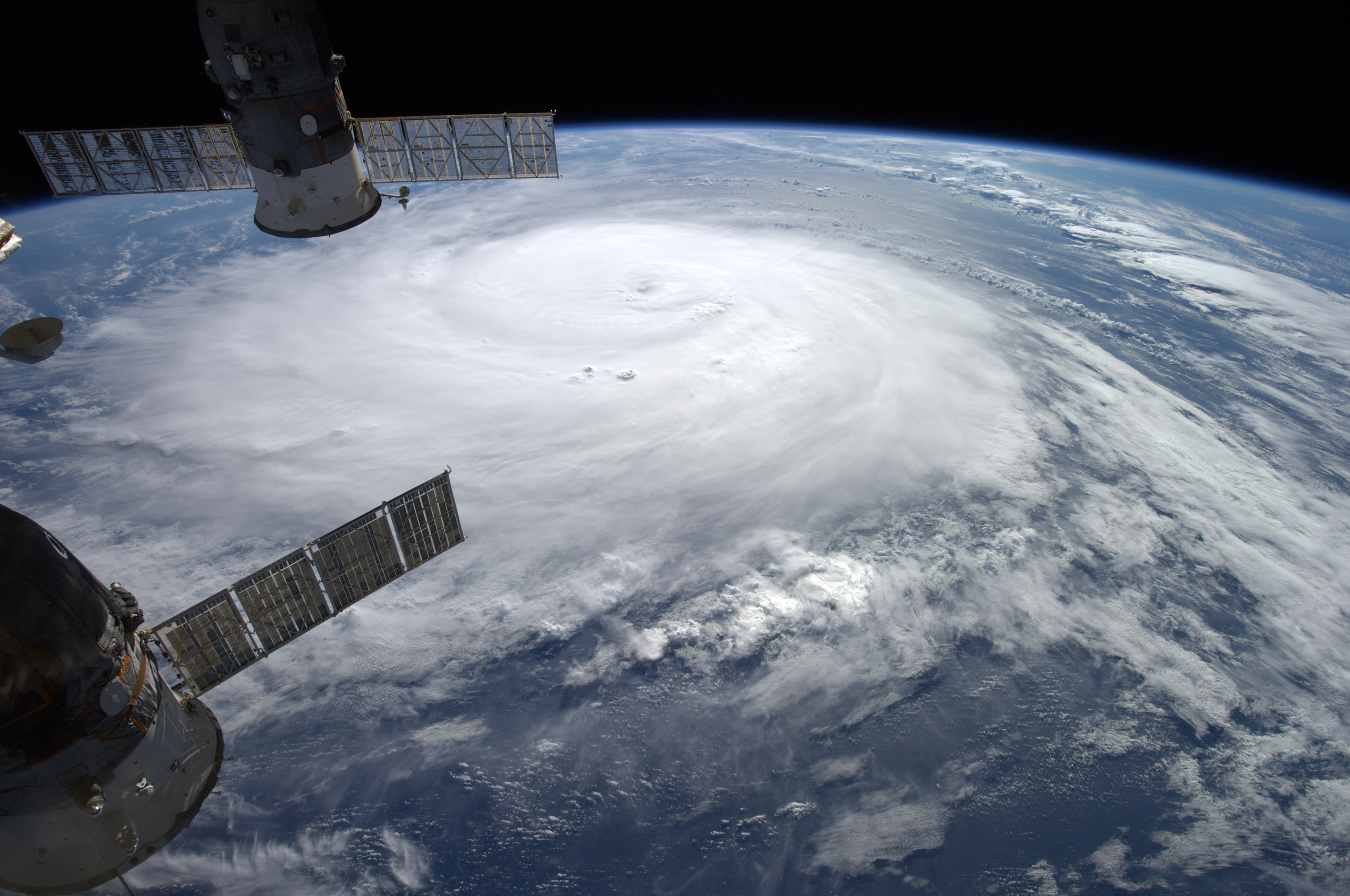
从国际空间站观察逼近百慕大的飓风贡萨洛

贡萨洛成形时，加勒比地区东部从瓜德罗普和波多黎各海岸间的多个政府发布热带气旋警告；随着风暴逐渐增强并逼近，英属维尔京群岛、安圭拉和圣马丁岛都收到飓风警告。多家大型邮轮公司更改航线，以求避开风暴。
10月14日晚，虽然飓风尚在该岛以南1130公里洋面，但百慕大气象局还是对岛上发布了飓风观察预警，再于次日升级成飓风警告。岛上数天前刚经受过毁灭性异常之大的飓风费伊摧残，面对即将来袭的贡萨洛，居民迅速开始防灾准备工作，获取紧急救援物资，加快前一场飓风的善后清理工作。百慕大总理迈克尔·邓克利（Michael Dunkley）建议居民在10月16日下午完成大部分准备工作。多家银行和商户这天停止营业，学校和政府部门则在10月17日关闭。只有一所学校作为风暴避难所继续开放，有66人最终前来躲避。客车和渡轮服务于10月16日晚暂停。《皇家公报》（Royal Gazette）是百慕大当时唯一的日报，但10月17日这天也没有列印，10月18日的报纸则免费发行。岛上多地有百慕大团军人驻扎，为应急响应人员提供帮助，并确保公众安全。
加勒比公用事业电力服务公司派出架线工对百慕大电力照明公司提供协助，以应对贡萨洛来袭引发的停电情况。飓风费伊在岛上引发的大面积停电尚未完全恢复，百慕大电力照明公司在多个战略要点驻守车辆和物资，准备应对下一场飓风的袭击。10月16日清晨，百慕大电力照明公司将工作重点从恢复供电转为应对贡萨洛，岛上仍有约1500户居民家中停电，工作人员还请这些居民暂时不要打电话报告停电情况。英国皇家海军护卫舰“阿盖尔号”（Argyll）在风暴到达前从加勒比赶到百慕大提供紧急援助。飓风产生的涌浪开始堆积后，公共海滩随之关闭，岛上还因预计会有长时间的狂风而于10月17日清晨开始关闭长堤。此外，百慕大国际机场也在风暴来袭前关闭，62架次商业航班取消。3艘原定前来百慕大的邮轮更改航线。

## 影响和善后

### 加勒比地区
贡萨洛在达到飓风强度后不久经过小安的列斯群岛东北部，安提瓜测得持续风速为每小时124公里，阵风时速则有145公里。多条道路被连根拔起的树木阻塞，包括多所学校在内的大量建筑物受到严重破坏。岛上电力基本中断，还有许多船只因风暴潮受损。多所学校和商店被迫关闭，岛上为灾民开设了4个应急避难所。维尔伯德国际机场之前已经关闭以防万一，但又因瓦砾和洪灾被迫延长关闭时间。大量民宅受到破坏，其中大部分都是屋顶受损，圣乔治区的灾情最为严重。乡村和各种农作物都受到严重影响，引发飓风过后立即出现农产品短缺的担忧。部分种植者失去了所有香蕉作物。
巴布达岛的阵风时速为113公里，经雷达图像估计降雨量达到150毫米。虽然岛上所受破坏程度不及安提瓜，但仍报告有树枝折断、洪灾及公共设施受损。安提瓜和巴布达共因这场风暴遭受了约4000万美元损失，其中大部分属安提瓜岛上的住宅、政府建筑所受破坏和农业损失，还包括美国航空未能在飓风来袭期间把足够数量乘客运离而承担的赔偿。虽然有多人因风暴受轻伤，但都没有生命危险。更偏西部的圣克里斯多福与尼维斯因飓风导致局部停电，降雨量总体在25至50毫米间，瓜德罗普的阵风时速约为93公里。

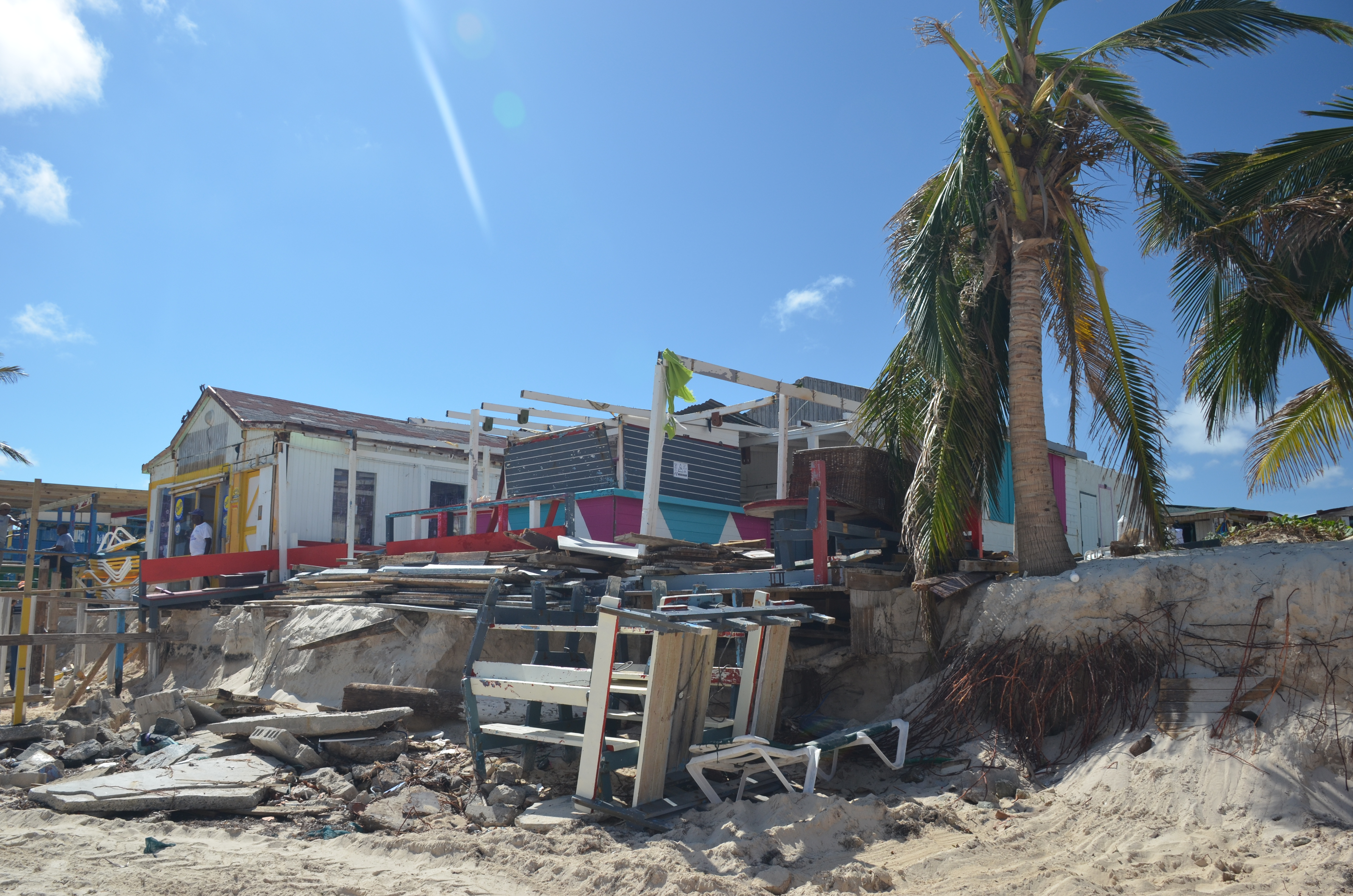
圣马丁岛东方海滩上受到破坏的沿海设施

圣马丁岛周边有数十艘船因风暴失事，其中单辛普森湾泻湖就有22艘，一位正在船上的老人遇难。圣马丁和圣巴泰勒米有两人失踪，并且经过数月也没有找到，推定已经死亡，另外14人失踪后顺利生还。圣巴泰勒米的持续风速为每小时138公里，阵风时速则达203公里。倒塌的树木阻塞街道，古斯塔夫三世机场跑道上的一架飞机被风刮得翻转过来。另据报道，圣巴泰勒米有多达40艘船搁浅。
圣马丁岛的持续风速为每小时100公里，埃斯佩兰斯机场的测试仪器在测得时速150公里阵风后失效。岛上降雨量达145毫米。新闻报道显示许多民宅进水，城区被淹。荷属圣马丁各地的供水和供电受到飓风的严重影响，许多民居遭受重创。圣马丁动物园受到严重的结构性破坏，不过里面的所有动物都安然无恙。法属圣马丁遭受的破坏程度相对较轻，只有少量屋顶和窗户受损，但东方海滩“已是完全毁灭的景象”，多家商店受到严重破坏。来自马提尼克的应急响应人员和军用飞机赶赴圣巴泰勒米和圣马丁协助灾后恢复工作。
安圭拉降下暴雨，克莱顿·劳埃德国际机场和多个区的部分地区被淹，政府为此获得50万美元“过度降水”的保险赔付。该岛最东端和最西端所受冲击最为强烈，电线杆、植被和屋顶受到破坏，公立学校直至10月20日或以后才陆续开放。岛上唯一的医院也出现轻度洪灾。
贡萨洛在波多黎各部分地区和维尔京群岛产生狂风天气，导致停电，并促使20人躲进应急避难所。圣托马斯岛上的西里尔·E·金机场因风暴临时关闭，机场内出现大风，阵风时速达到56公里。除此以外，飓风产生的恶劣海况还对大安的列斯群岛部分地区和巴哈马构成影响。

### 百慕大
贡萨洛来袭期间，百慕大岛上经历了持续约6小时的飓风强度狂风，以风暴后方产生的西北风力度最强。热带风暴强度风力则持续了24小时之久。高架气象站测得的风速最高，两地分别测得每小时175公里的10分钟持续风速和232公里的阵风时速；接近海平面的长堤上阵风时速也有182公里。岛上机场测得72毫米降水，但考虑到狂风的影响，实际降雨量有可能更大。贡萨洛的风眼经过期间，岛上云淡风轻，但也被海水产生的雾气笼罩。飓风来袭时正逢退潮，所以风暴潮造成的影响很小。该岛北部的埃索码头出现的风暴潮最高，比正常水位高约0.99米。

飓风贡萨洛于10月18日经过百慕大的红外线卫星图像

狂风刮倒电线杆和数以百计的树木（情况很可能因之前数月创纪录的降雨量导致土壤湿软而加剧），岛上几乎没有可供通行的道路。多个外来树种被风暴夷平，事实证明当地原生树种更具弹性。飓风费伊和贡萨洛过后，一堆肥处理厂平均每天收到的植物碎屑从过去的100卡车暴增至1200卡车。百慕大国民信托管理的物业共因两场风暴遭受了价值约26万美元的损失，其中包括自然保护区和墓地所受破坏。由于大量植被受到破坏，百慕大植物园和树木园出于安全考虑关闭。
10月17日下午，百慕大岛上开始因天气恶化出现停电情况。风暴来袭期间，岛上全部3.6万电力用户中有约3.1万失去供电，其中还包括飓风费伊过后供电尚未恢复的1500户。加勒比公用事业电力服务公司后备人员对特派任务提供支援，这类任务包括恢复商业用电，以及贡萨洛来袭前就已中断的生活用电。供电要到11月3日才完全恢复，百慕大电力照明公司在飓风费伊和贡萨洛过后一共花费了290万美元修整供电系统，更换了228根电线杆、80个变压器，替换的输电线缆总长超过6500米。包括电视和互联网在内的其它公共服务也受到影响，技术人员到11月还在处理各种故障。主要街道上有约600盏路灯在飓风过后失效，其它小街道上还有数百盏，部分路灯直到2015年1月仍未恢复正常。
飓风令岛上的建筑物受到结构性破坏，有些只是表层破损，有些则是屋顶或整面墙壁倒塌，但后一种情况较为少见。许多建筑的屋顶受到一定程度破坏，包括多所教堂、一家游客中心、位于哈密尔顿的国会大厦，以及位于普罗斯佩克特营的百慕大警察总部。较为老旧的建筑物出现实质性破坏的情况特别多，建筑法规要求较低的商业存储建筑也是如此。2014年12月，5个新的板岩采石场获批，以满足市场对屋面材料的需求。爱德华七世国王纪念医院的新旧楼房都受到破坏，导致设施暴露在外。百慕大水族馆，博物馆和动物园的一处景点屋顶被掀，还一度受到海岸侵蚀的威胁，不过最终并没有动物受到伤害，破坏的一角一直被刮到400米外。
百慕大机场的屋顶和跑道照明设施受到一定程度破坏，百慕大气象局大楼的一扇风暴活门被毁，通信机房因此进水。吉布斯希尔灯塔下的一间餐厅严重受损，需要更换整个屋顶。长堤总体上得以幸免，路旁的防护墙受到部分损伤，经过初步修复后就于10月18日重新开放，但两条车道中有一条关停数天。许多船只被冲上岸，部分在风暴冲击下损坏或沉没，还有些停在造船厂的船只翻倒。据初步估算，单皇家海军造船厂就遭受了100万美元的财物损失。

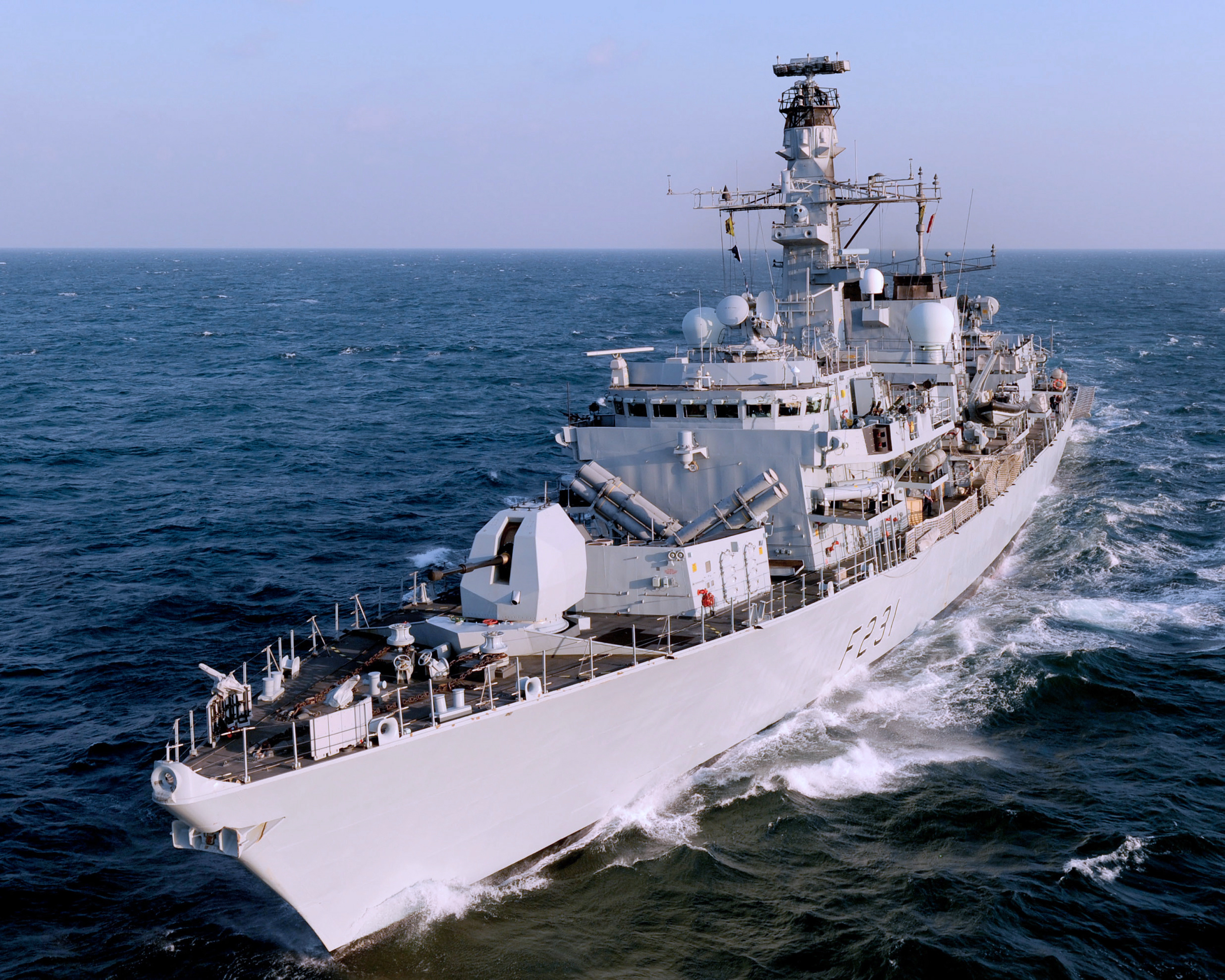
英国皇家海军阿盖尔号护卫舰从加勒比赶赴百慕大提供救灾援助

飓风贡萨洛是2003年的飓负费边以来直接影响百慕大的最强飓风，但破坏程度还远远不及。灾害模拟公司估计，贡萨洛导致的保险索赔金额在2至4亿美元之间，这其中还不包括船只所受破坏，但百慕大最大保险公司的首席执行官认为，实际损失数额会小得多。据估计，飓风费边在2014年造成的损失会有约6.5亿美元。部分保险公司决定将费伊和贡萨洛作为单起事件处理，这样可以让两场风暴造成的损失索赔共用一个免赔额度。经过初步评估，总理邓克利宣布，实际情况远远好过预期，而且百慕大也没有人员因这场风暴丧生或重伤。
飓风过去后，阿盖尔号上的一架皇家海军直升机起飞，开始空中灾害评估。百慕大团的军人立即展开清理和救灾工作，政府向受到影响的屋主提供防水布。阿盖尔号上的船员一经赶到就开始与百慕大团的军人合作。约35名船员在百慕大国际机场清理跑道上的瓦砾，机场也在经过全面评估后于10月19日重新开放。到了10月21日，岛上所有的学校都已开课。

### 加拿大大西洋省份
10月17日，加拿大飓风中心向纽芬兰岛阿瓦隆半岛发布热带风暴观察预警，预警范围从阿诺德湾延伸到查佩尔湾（Chapel's Cove）。包括圣约翰斯在内的部分社区努力清除涵洞及雨水渠中的杂物，希望能将洪水的影响尽量降低。风暴的雨带在数小时里就产生多达69毫米降水，圣约翰斯因此出现城区局部洪灾。派恩角测得的阵风时速为106公里，开普雷斯也有89公里。圣约翰斯国际机场的持续风速为每小时54公里，阵风时速74公里。大风致使圣约翰斯约100户居民家中断电。罗伦提恩海沟的一个浮标测得的最高浪高达21米，风暴中心东南方向的一个石油钻井平台测得的持续风速达每小时158公里。风暴来袭期间的天文潮汐较低，因此没有出现重大沿海洪灾，但圣约翰斯和阿真舍（Argentia）都记录下0.8米高的风暴潮。此外，飓风还给更偏西面的新斯科舍大西洋海岸带去大浪和离岸流。

### 欧洲

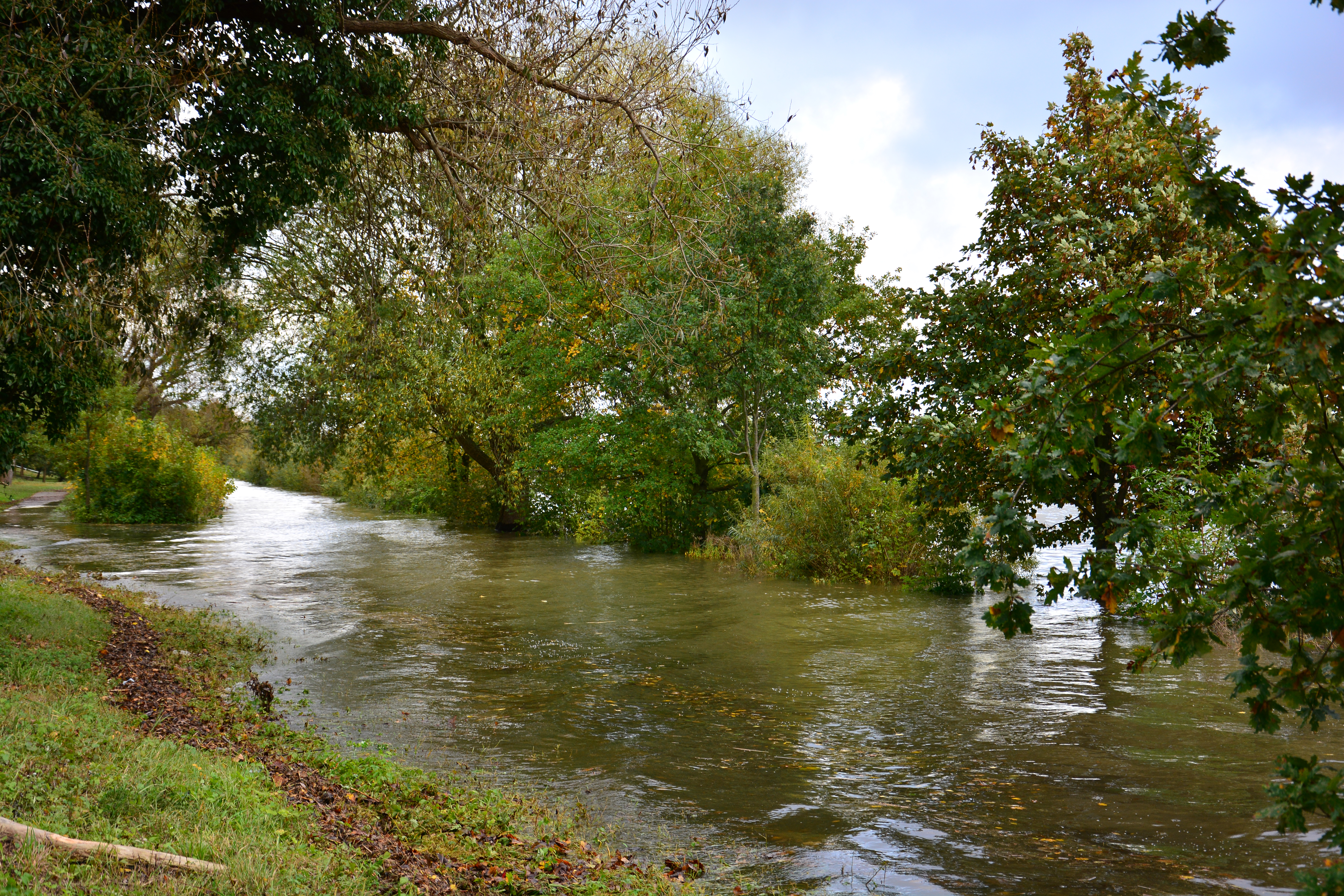
10月22日，德国汉堡境内的易北河河段沿线出现洪灾。

贡萨洛的残留与其它天气系统结合并发展成温带风暴，不列颠群岛普遍受到狂风吹袭，特别是爱尔兰和英国北部上空。苏格兰西部的奥本测得每小时142公里的阵风，其他地区的阵风时速普遍在100公里以上。系统还令不列颠各地交通受到严重干扰，伦敦希斯路机场有上百架次航班被迫取消，许多渡轮推迟航程，多条公路和铁路被瓦砾阻断。海德公园附近一位女性被倒塌的树木砸死，另有多人受伤。埃塞克斯郡一名男子正在汽车千斤顶撑起的面包车下修理，但狂风刮倒了千斤顶，导致该男子被车压死，恶劣的天气还引发交通事故，利物浦一名男性司机因此丧生。苏格兰和威尔士因风暴出现局部停电，相比之下，爱尔兰西北部经过时速115公里的阵风袭击后有更大范围地区停电。
西欧和中欧同样受到破坏性的大风和暴雨影响，德国高海拔地区出现时速超过145公里的阵风。单斯图加特就有50辆汽车被掉落的瓦砾砸伤，德国各地树木倒塌、屋顶撕裂和停电的情况非常普遍。巴伐利亚州首府慕尼黑有一块面积超过80平方米的大铁皮屋顶被毁，部分屋顶还对地面的汽车和围栏构成破坏，估计单因这起事故就造成约50万欧元损失。整个德国共因这场风暴遭受了6000万至1亿欧元的保险损失。303号联邦公路位于拜罗伊特县境内路段因道路湿滑引发交通事故，造成一位女性遇难。从西北方向吹来的大风在德国北部海岸沿线产生风暴潮，易北河位于汉堡境内河段的潮水比正常水平要高2米。邻国奥地利和瑞士同样出现烈风和停电。奥地利的恩卡赫河畔诺伊基兴附近有龙卷风着陆，导致多间房屋和农场受损。瑞士南部的阵风时速高达185公里，多条公路和铁路因此封闭。除此以外，系统还在法国南部引发密史脱拉风。
飓风残留同上层低气压关联，给阿尔卑斯山部分地区带去累积有数英尺深的大雪，之后还于10月24至25日促使巴尔干半岛降下倾盆大雨。保加利亚东南部的累计降雨量估计有150毫米，产生的洪水令多个村庄完全被淹，迫使数以百计的居民撤离，还有大范围地区断水断电。布爾加斯有一位女性溺亡。希腊首都雅典有多条街道被洪水淹没，冲走了数百辆汽车。此外，阿提卡地区还有超过300幢建筑物被淹。